# Stenelmis hungerfordi
Stenelmis hungerfordi är en skalbaggsart som beskrevs av Ivan T. Sanderson. Stenelmis hungerfordi ingår i släktet Stenelmis och familjen bäckbaggar. Inga underarter finns listade i Catalogue of Life.